# 福島県の灯台一覧
福島県の灯台一覧（ふくしまけんのとうだいいちらん）は、福島県にある灯台及び、照射灯、灯標、等の光波標識をまとめた一覧である。

## 灯台
- 番所灯台 福島県いわき市（番所） - 1815 [M6504]
- 塩屋埼灯台 福島県いわき市（塩屋埼） - 1801 [M6512]
- 小良ヶ浜灯台 福島県双葉郡富岡町（子ギリバノ鼻） - 1789 [M6515]
- 鵜ノ尾埼灯台 福島県相馬市（鵜ノ尾埼） - 1787 [M6516]

## 防波堤灯台
- 小名浜港沖防波堤西灯台 福島県小名浜港（沖防波堤西端）
- 小名浜港第二西防波堤南灯台 福島県小名浜港（第二西防波堤南端）
- 小名浜港第一西防波堤南灯台 福島県小名浜港（第一西防波堤南端）
- 小名浜港大剣防波堤灯台 福島県小名浜港（大剣防波堤外端）
- 小名浜港第二西防波堤東灯台 福島県小名浜港（第二西防波堤東端）
- 小名浜港三埼防波堤灯台 福島県小名浜港（三埼防波堤外端）
- 小名浜港東内防波堤灯台 福島県小名浜港（東内防波堤外端）
- 中之作港東防波堤灯台 福島県中之作港（東防波堤外端）
- 中之作港沖西防波堤灯台 福島県中之作港（沖西防波堤外端）
- 中之作港船だまり西防波堤灯台 福島県中之作港（船だまり西防波堤外端）
- 中之作港船だまり東防波堤灯台 福島県中之作港（船だまり東防波堤外端）
- 江名港沖南防波堤東灯台 福島県江名港（沖南防波堤東端）
- 江名港東防波堤灯台 福島県いわき市（江名港東防波堤外端）
- 江名港西防波堤灯台 福島県江名港（西防波堤外端）
- 豊間港沖南防波堤灯台 福島県いわき市（豊間港沖南防波堤外端）
- 豊間港沼之内沖防波堤灯台 福島県いわき市（豊間港沼之内沖防波堤外端）
- 四倉港沖北防波堤南灯台 福島県四倉港（沖北防波堤南端）
- 四倉港東防波堤灯台 福島県四倉港（東防波堤外端）
- 久之浜港沖防波堤南灯台 福島県いわき市（久之浜港沖防波堤南端）
- 久之浜港南防波堤灯台 福島県いわき市（久之浜港南防波堤外端）
- 久之浜港沖西防波堤灯台 福島県いわき市（久之浜港沖西防波堤外端）
- JERA広野火力発電所専用港南防波堤灯台 福島県双葉郡広野町（広野火力発電所専用港南防波堤外端）
- 東電福島第二原子力発電所専用港南防波堤灯台 福島県双葉郡富岡町（福島第二原子力発電所専用港南防波堤外端）
- 東電福島原子力発電所専用港南防波堤灯台 福島県双葉郡大熊町（原子力発電所専用港南防波堤外端）
- 東北電力原町火力発電所専用港北防波堤灯台 福島県南相馬市（原町火力発電所専用港北防波堤外端）
- 東北電力原町火力発電所専用港南防波堤灯台 福島県南相馬市（原町火力発電所専用港南防波堤外端）
- 相馬港松川浦囲堤灯台 福島県相馬港（松川浦囲堤外端）
- 相馬港松川浦南防波堤灯台 福島県相馬港（松川浦南防波堤外端）
- 相馬港2号ふとう波除堤灯台 福島県相馬港（2号ふとう波除堤外端）
- 相馬港南防波堤灯台 福島県相馬港（南防波堤外端）
- 相馬港北防波堤灯台 福島県相馬港（北防波堤外端）
- 相馬港沖防波堤北灯台 福島県相馬港（沖防波堤北端）

## 灯浮標
- 相馬港北灯浮標 福島県相馬港（相馬港南防波堤灯台の北方約3.2キロメートル）

## 灯標
- 竜ヶ埼鼻灯標 福島県いわき市（竜ヶ埼）
- 東北電力原町火力発電所専用港灯標 鵜ノ尾埼灯台（福島県相馬市）の南南東方約21キロメートル
- 亘理沖波高観測灯標 鵜ノ尾埼灯台（福島県相馬市）の北北西方約19キロメートル

## 導灯
- JERA広野火力発電所導灯（後灯） 福島県双葉郡広野町（前灯の西南西方約240メートル）
- JERA広野火力発電所導灯（前灯） 福島県双葉郡広野町（東電広野火力発電所専用港南防波堤灯台の西方約1.4キロメートル）

## 指向灯
- JERA広野火力発電所専用港指向灯 福島県双葉郡広野町（広野火力発電所専用港南防波堤）
- 東北電力原町火力発電所専用港指向灯 福島県南相馬市（原町火力発電所専用港北防波堤中央部）

## その他
- 塩屋埼無線方位信号所 福島県いわき市（塩屋埼）
- 小名浜港小名浜石油シーバース灯 福島県小名浜港（小名浜港第二西防波堤灯台の西方約380メートル）
- ふくしま新風洋上風力発電施設灯 小良ヶ浜灯台（福島県富岡町）の東南東方約21キロメートル
- 磐城沖ガス掘削塔灯 塩屋埼灯台（福島県いわき市）の北東方約54キロメートル